# デッド・フライト
『デッド・フライト』（原題：Plane Dead/Flight of the Living Dead:Outbreak on a Plane）は、アメリカ合衆国の劇場未公開映画。

## あらすじ
悪天候の中、護送中の刑事と詐欺師、プロゴルファーとその妻、航空保安官、若者たち、怪しげな科学者たちなどを乗せたジャンボジェット機が、ロサンゼルスからパリに向かう。その貨物室には監視員付きの特殊コンテナが積み込まれており、その中では臓器を生き返らせる細菌を投与された女性科学者が眠っていた。だが、機体が乱気流に遭って生じた揺れによってコンテナが壊れ、女性科学者が目覚めてしまう。監視員は女性科学者を射殺するが、彼女は細菌の副作用によってゾンビとして生き返り、乗客を次々と襲って仲間を増やしていく。

## キャスト
※括弧内は日本語吹き替え
- トルーマン・バロウズ：デビッド・チザム（てらそままさき） - 護送中の刑事。
- メーガン：クリステン・カー（岡寛恵） - キャビンアテンダント。
- フランク・リー・ストラスモア：ケヴィン・J・オコナー（檀臣幸） - 護送中の詐欺師。
- ポール・ジャド：リチャード・タイソン（小山力也） - 航空保安官。
- レオ・ベネット博士：エリック・アヴァリ - 科学者。機内に特殊コンテナを積み込む。
- ビリー・フリーマン：デレク・ウェブスター - プロゴルファー。
- アンナ・フリーマン：シエナ・ゴインズ - ビリーの妻。
- ランディ：トッド・バブコック - 副操縦士。
- ステーシー：ミエコ・ヒルマン - キャビンアテンダント。
- レイ・バニオン：レイモンド・J・バリー - 機長。
- キャラ：セラ・デイネ - ピーターの恋人。トニーと浮気している。
- トニー：ブライアン・エイムズ - ピーターの親友。カーラと浮気している。
- ピーター：ブライアン・コロジェイ - トニーの親友。
- ジャッキー：アシュリー・バシュム - トニーの恋人。
- ケリー・ソープ博士：ローラ・カユーテ - 臓器を生き返らせる細菌を投与された科学者。
- ルーカス・ソープ博士：デイル・ミッドキフ - ケリーの夫。
- ケビン：ブライアン・トンプソン - 積荷を護送する兵士。
- エミリー：ハイディ・マーンハウト - キャビンアテンダント。
- セバスチャン博士役：クリフ・ワイズマン - ベネットらと行動を共にする科学者。

## スタッフ
- 監督: スコット・トーマス
- 脚本: スコット・トーマス、マーク・オンスポー、シドニー・イワンター
- 製作: デヴィット・ショーシャン、スコット・トーマス
- 製作総指揮: デヴィット・ショーシャン、スコット・トーマス、グレン・タケット
- 撮影: マーク・エバール
- 編集: ウィルトン・クルス
- 音楽: ネイサン・ワン、ジェフ・ラス